# 波多野和也
波多野 和也（はたの かずや、1982年4月19日 - ）は、ブラジルのベレン出身の元プロバスケットボール選手。身長192cm,体重97kg。ニックネームは「ジェイ」。ポジションはスモールフォワード、パワーフォワード。
長い腕と共に、ジャンプ力、パワーにも優れ、非凡なリバウンドセンスを持ち、この身長の選手としては、傑出した高いリバウンド力を持つ。また、bjリーグ入団後はスモールフォワードとして外角のプレイも身につけ始めている。最終学歴は専修大学卒業。

## キャリア概観
ブラジル人の母を持ち、小学3年生までの幼少期をブラジルで過ごす。横浜市立永田中学校に進学し、そこでバスケットと出会う。中学3年生時に県大会に出場。
高校は、静岡学園高等学校に進学。同級生にはザスパ草津の櫻田和樹がいる。高校2年生のインターハイにて初めて全国大会に出場。1回戦で当時の高校バスケットボール界トップセンターの一人である鵜澤潤率いる船橋市立船橋高等学校と対戦。波多野はチームトップの19点を挙げるも、敗退。翌年もインターハイに出場し、1回戦、井塲田卓が居た大分県立中津南高等学校戦で21得点し勝利。2回戦の大商学園高等学校戦では、41点（チーム全体は101点）、3回戦の岐阜県立斐太高等学校戦でも31得点し、準々決勝に進出。準々決勝では、志村雄彦、佐藤濯、亀井英彦、加藤貴則、後に所属する大阪エヴェッサでチームメイトになる宍戸治一らを擁する仙台高等学校と対戦。チームトップの22点を挙げるも敗退した。 しかし、この時のインターハイでの活躍が目にとまり、ジュニア日本代表（U-18日本代表）に選ばれ、第16回アジアジュニア選手権大会に出場する。（結果はアジア4位）
そして、波多野自身にとっても静岡学園高等学校にとっても初めてとなるウィンターカップにも出場。1回戦の福島県立福島工業高等学校戦で再び41得点の活躍をし勝利するも、続く2回戦の東和大学附属昌平高等学校戦では、ファールトラブルで苦戦し、敗北する。
大学は専修大学に進学。この年の専修大学の新入生には、中川和之、中川直之、長澤晃一など豪華なメンバーが揃っていた。また、2年先輩には現在東京アパッチに所属する青木康平、1年先輩には、現在波多野のチームメートである佐藤浩貴らがいた。
大学1年生時からスタメンなどで試合に出場。迎えた2001年インカレでは、専修大学の3位入賞に貢献し、自身も専修大学勢では唯一の優秀選手賞を受賞。この年、ヤングメン（U-20）日本代表のメンバーに田臥勇太らと共に選出され、埼玉で行われたヤングメン世界選手権に出場する。翌、2002年にはオールジャパンに出場。同年に出場した2度目のインカレでは優勝し、自身も2年連続で優秀選手賞を受賞。2003年には再びオールジャパンに出場、3度目ののインカレでは7位入賞。この年韓国で行われたユニバーシアードの日本代表（U-24）メンバーに大学でチームメイトの佐藤浩貴、大宮宏正らと共に選出された。2004年オールジャパン出場。大学4年生時、前述した波多野らの世代のメンバーとひとつ下の世代の大宮宏正、伊藤孝志、小淵雅らを加えた専修大学はこの年あらゆる大会で好成績を残す。関東選手権では優勝し、自身は優秀選手賞を受賞。関東1部リーグ戦では準優勝。インカレでも準優勝をし、同大会3度目となる優秀選手賞を受賞。2005年のオールジャパンにも4年連続で出場。

### bjリーグでの活躍
大学卒業後は日本初のプロバスケットボールリーグbjリーグの大阪エヴェッサからドラフト1巡目指名で入団。スタメンとして活躍し、大阪エヴェッサのbjリーグ初代王者（2005-2006シーズン）に貢献した。2年目は全試合でスタメン出場し、ハンフリー、エリスといった相手チームのスコアラーを封じ込める活躍を見せ、2年連続のbjリーグ王者に輝いた。3年目も全試合でスタメン出場、さらに攻撃面でも進歩を見せ、それまで見られなかった1試合で2桁得点を記録することも珍しくなくなった。このシーズンも優勝し、bjリーグ3連覇を達成。シーズン終了後にFAを行使し他チームに移籍する可能性があったが、八尾市のNKS405で行われた「NBA HOOPDREAM」のイベントにて大阪エヴェッサ残留を発表した。
2009年オフ、翌年のドラフト会議1順目指名権とのトレードで埼玉ブロンコスに移籍。
移籍2年目の2010-11シーズンは開幕から1試合を除き、スターターとして出場。フル出場する試合も多く、ケニー・サターフィールドらとともに埼玉の球団新記録となる7連勝にも大きく貢献。bjリーグオールスターゲームにもチームイーストのセンター・フォワード部門ブースター投票1位で出場。しかしその直後の滋賀戦で右手を骨折。戦線離脱を余儀なくされる。
2011年オフ、滋賀レイクスターズに移籍。2012年、大分ヒートデビルズに移籍。大分の経営難に伴い移籍を志願し、2012年12月、島根スサノオマジックに移籍。2013-14シーズン終了まで在籍した後、2014-15シーズンは再び大分と契約。bjリーグラストシーズンとなる2015-16シーズンは滋賀に復帰。

### Bリーグ - 引退
2016年、bjリーグがNBLとの統合でBリーグに変わると、琉球ゴールデンキングスに移籍。
2017年オフ、琉球を退団。島根に復帰。
2018年、ライジングゼファーフクオカに移籍。
2019年8月25日、引退を表明。

### 代表歴
- ジュニア(U-18)日本代表[要出典]
- ヤングメン(U-20)日本代表[要出典]
- ユニバーシアード(U-24)日本代表[要出典]

## 成績
| シーズン         | チーム | GP | GS | MPG  | FG%  | 3P%   | FT%  | RPG | APG | SPG | BPG | TO  | PPG |
| ---------------- | ------ | -- | -- | ---- | ---- | ----- | ---- | --- | --- | --- | --- | --- | --- |
| bjリーグ 2005-06 | 大阪   | 38 | 38 |      |      |       |      |     |     |     |     |     | 8.1 |
| bjリーグ 2006-07 | 大阪   | 40 | 40 |      |      |       |      |     |     |     |     |     | 7.9 |
| bjリーグ 2007-08 | 大阪   | 44 | 44 |      |      |       |      |     |     |     |     |     | 8.7 |
| bjリーグ 2008-09 | 大阪   | 48 | 48 |      |      |       |      |     |     |     |     |     | 5.8 |
| bjリーグ 2009-10 | 埼玉   | 43 | 19 |      |      |       |      |     |     |     |     |     | 3.2 |
| bjリーグ 2010-11 | 埼玉   | 31 | 27 |      |      |       |      |     |     |     |     |     | 9.6 |
| bjリーグ 2011-12 | 滋賀   | 42 | 0  |      |      |       |      |     |     |     |     |     | 2.9 |
| bjリーグ 2012-13 | 大分   | 18 | 18 | 26.2 | .413 | .000  | .698 | 5.7 | 1.2 | 0.4 | 0.2 | 1.9 | 8.0 |
| bjリーグ 2012-13 | 島根   | 23 | 0  | 11.5 | .400 | ---   | .688 | 1.3 | 0.8 | 0.1 | 0.0 | 0.7 | 2.6 |
| bjリーグ 2013-14 | 島根   | 49 |    | 15.6 | .439 | .250  | .673 | 2.8 | 0.7 | 0.3 | 0.1 | 1.0 | 4.1 |
| bjリーグ 2014-15 | 大分   | 52 |    | 20.3 | .452 | 1.000 | .710 | 2.9 | 1.0 | 0.3 | 0.3 | 0.9 | 5.5 |
| bjリーグ 2015-16 | 滋賀   | 52 |    | 14.3 | .513 | 000   | .746 | 2.9 | 0.6 | 0.1 | 0.1 | 0.6 | 4.7 |
| B1 2016-17       | 琉球   |    |    |      |      |       |      |     |     |     |     |     |     |

## エピソード
- フルネームは、ジェームス・和也・ラモス・波多野（James Kazuya Ramos Hatano）。ニックネームはこのジェームスからつけられた。[要出典]
- 大学時代から、左右で色の違う（種類は同じ）バスケットシューズを履いている。[要出典]
- 髪型も大学時代から様々で、コーンロウ、モヒカン、丸坊主など変化に富んでいた。[要出典]
- 大学時代は個性が強すぎてボロカスに言われた事もあったようで、大学3年生でのリーグ戦で髪形をモヒカンにしたところ、保守的なバスケット関係各位から非難を浴びた。（専修大学監督の中原雄は、波多野が日ごろの練習を一所懸命やっている事を知っていたので、「髪型1つで捕まるわけじゃない」と容認していた）[要出典]
- バスケ以外で自信のあるスポーツは卓球で、チーム1上手いらしい。本人曰くサッカーや野球は苦手。[要出典]
- バイクいじりが趣味でツーリングにもよく出かける。[要出典]
- よく行く店はハードロックカフェ大阪店である。特にハンバーガーが好き。[要出典]
- 宍戸治一と仲がよく、バスの中では席が一緒。プライベートでも、エヴェッサに入団して家具を買いに行った時にレンタカーを借りたのはよかったものの、借りた車が2tトラックであったり（当時、波多野は免許がなく、宍戸が運転している）、真夜中にもかかわらず食事のお誘いをしたり、更には新潟への遠征後に「オフを利用して車で東京行かない?」と宍戸を誘った事がある。この時はさすがに宍戸は東京行きを断った。[要出典]
- 犬を2匹飼っている。[要出典]
- BSフジのプロバスケ! bjリーグtvでは司会＆MCを務めているフジテレビアナウンサーの梅津弥英子アナの事が大好きで梅津さ〜んと本人までも笑かせてしまった程。[要出典]
- 妻は専修大学の先輩で元日本航空の（旧姓）加藤五月。子供が5人いる。[要出典]

## 主なCM・メディア出演
- ヒューマンリソシアのCMに出演[リンク切れ]
- TBS「最強の男は誰だ！筋肉バトル!!スポーツマンNo.1決定戦XXXI」に出演（2006年1月1日放送）[リンク切れ]
- J-SPORTS「Movin'you Honda」に出演[リンク切れ]
- フジテレビ「ジャンクスポーツ」に出演（2006年7月24日放送）[リンク切れ]